# Olajzöldtorkú mézevő
Az olajzöldtorkú mézevő (Ptilotula fusca) a madarak osztályának a verébalakúak (Passeriformes) rendjébe, ezen belül a mézevőfélék (Meliphagidae) családjába tartozó faj.
A magyar név forrással nincs megerősítve.

## Rendszerezés
Besorolása vitatott, a Lichenostomus nembe tartozott Lichenostomus fuscus néven, áthelyezése az új nembe még nem terjedt el igazán.

## Előfordulása
Ausztrália és Tasmania területén honos. Természetes élőhelye a nyitott eukaliptusz erdők, bozótosok vagy nyílt füves térségek.

## Alfajai
- Ptilotula fuscus fuscus (Gould, 1837)
- Ptilotula  fuscus subgermanus (Mathews, 1912)

## Megjelenése
Testhossza 13-17 centiméter, testtömege 17 gramm.

## Életmódja
Rovarokkal, mézharmattal és nektárral táplálkozik.

## Szaporodása
Költési időszaka augusztustól decemberig tart. Fészekalja 1-3 tojásból áll, melyen 14 napig kotlik.

## Külső hivatkozások
- Képek az interneten a fajról
- Ibc.lynxeds.com - videók a fajról